# S69 Habicht
Die S69 Habicht (P6119) war ein Flugkörperschnellboot der Albatros-Klasse (Klasse 143) der Deutschen Marine.
Die Konstruktion und der Entwurf stammen von Lürssen, in Zusammenarbeit mit MTG Hamburg. Der Bauauftrag ging am 13. Juli 1972 an die Kröger-Werft.

## Konstruktion
Das Boot wurde in (Komposit-)Holz- und Stahlbau unter Verwendung von Leichtmetall für die Aufbauten erstellt und erreichte eine Verdrängung von 385 t.
Vier Dieselmotoren mit zusammen 18.000 PS Höchstleistung verliehen dem Boot eine Geschwindigkeit von bis zu 42 kn.
Die Bewaffnung bestand aus zwei 76-mm-OTO-Melara-Geschützen L/62 Typ CS 1, vier Startern für Seezielflugkörper System MM 38 Exocet und zwei 533-mm-Torpedorohre (Schussrichtung achteraus) für drahtgelenkte Torpedos.
Zum Eigenschutz war die Habicht mit ABC-Schutz, dem elektronischen Kampfführungssystem Oktopus, Düppelwurfanlage WOLKE, einer Täuschkörperwurfanlage „HOT DOG“ sowie einem magnetischen Eigenschutz (MES) ausgestattet.
Zur Führung standen neben GPS und Radar das automatische Gefechts- und Informationssystem (AGIS) und S-Boote LINK 11 (Lagebildaustausch) zur Verfügung. Als einziges Boot dieser Klasse wurde die Habicht mit einem Schiff-Luft-Flugkörperstarter Rolling Airframe Missile nachgerüstet, wie er dann auf der nachfolgenden Gepard-Klasse serienmäßig zum Einsatz kam.

## Geschichte
Am 25. Januar 1974 erfolgte die Kiellegung der Habicht, als vorletztes Schnellboot der Klasse 143, in der Krögerwerft in Rendsburg. Schon bei der Werfterprobungsfahrt nach dem Stapellauf am 5. Juni 1975 auf der Tegeler Platte wurde das Motto „Immer eine handbreit Wasser unter dem Kiel“ aufgrund einer Grundberührung das erste Mal zunichtegemacht. Als Folge dieser Havarie erhielt das Boot den ungewollten Beinamen „Schnellstes Landungsboot der Marine“. Dadurch verzögerte sich die Indienststellung von S69, so dass diese verspätet in Bremen unter dem Kommando von Kapitänleutnant Lagois, als letztes Boot des 2. S-Geschwaders, erfolgte. Mit dem Zulauf von S69 Habicht zum 2. Schnellbootgeschwader, im ehemaligen Heimathafen Olpenitz, endete die Umstellung von der veralteten Jaguar-Klasse auf die Flugkörperschnellboote der Albatros-Klasse.
Die Integration der Habicht in das 2. Schnellbootgeschwader erfolgte zügig. Dies machte sich unter anderem durch intensive Ausbildungsvorhaben im Einzel- und Geschwaderrahmen in heimischen sowie in ausländischen Gewässern bemerkbar, bei denen insbesondere Schadensabwehr- und Gefechtsausbildung, Waffeneinsatz und seemännische Handhabung des Bootes gedrillt wurden.
Erst im Dezember 1981 erhielten die Boote des 2. Schnellbootgeschwaders neben ihrer „S“-Nummer, der Tradition der Marine folgend, die Namen von Greifvögeln, S69 wurde so zu S69 Habicht. Mit dem Rufzeichen „DRCC“.
Auf seinen Reisen befuhr das Boot Ostsee, Nordsee, Mittelmeer und Europäisches Nordmeer bis zum Polarkreis. Seine Kurse führten es nach und um Großbritannien sowie in die Irische Republik. In den Niederlanden, Belgien, Frankreich und Portugal gingen Besatzungsangehörige der Habicht als Botschafter in Blau an Land, unter dem Motto des 2. Schnellbootgeschwaders „F-H-G“ (Fröhlich-Heiter-Gelassen).
Im November 1981 wurde der erste nasse Torpedoschuss von Bord der Habicht ausgelöst, und im ersten Quartal 1983 wurde das Raketensystem RAM versuchsweise aufgebaut. Die Habicht war somit das einzige Boot der Klasse 143, das mit diesem Flugabwehrsystem die See befuhr. Von Bord starteten Flugkörper und es wurden Luft- und Seezielschießabschnitte bestritten. Im November 1994 verlegte die Habicht zusammen mit dem 2. Schnellbootgeschwader von seinen bisherigen Heimathafen Olpenitz zum mecklenburgischen Warnemünde.
Noch zwei weitere Male in der Dienstzeit der Habicht fehlte die notwendige „Handbreit Wasser unter dem Kiel“, wodurch außerplanmäßige Werftliegezeiten erforderlich wurden und das Boot ungewollt für weitere Einsätze und Manöver unbrauchbar wurde.
Mitte August 1995 machte ein Feuer im Motorenraum Abteilung VI eine neuerliche Werftpause notwendig. Trotz der professionellen und schnellen Arbeit der Schiffssicherungsgruppe sowie der Besonnenheit der Bootsführung, die im schnellen Löschen des Feuers resultierte, entstand ein Schaden, dessen schwere Folgen erst viel später ans Tageslicht kommen sollten. Eine komplette Neuverkabelung des Bootes wurde erforderlich, wodurch sich die Werft- und Arsenalliegezeit bis Juli 1997 hinauszögerte.
Seit der Verlegung der zehn Boote des 7. Schnellbootgeschwaders, ebenfalls nach Warnemünde, und einer 50/50-Vermischung der beiden Geschwader (2. und 7.) war die Habicht dem 7. Schnellbootgeschwader zugehörig. Habicht und Kormoran waren die letzten beiden in Dienst befindlichen Schnellboote der Albatros-Klasse. Beide wurden Mitte Dezember des Jahres 2005 außer Dienst gestellt und anschließend nach Tunesien verkauft.